# 小行星21430
小行星21430（21430 Brubrew）是一颗绕太阳运转的小行星，为主小行星带小行星。该小行星于1998年3月31日发现。

## 轨道参数
小行星21430的轨道半长轴为2.3875270 UA，离心率为0.137。